# Wiltz
Wiltz (luxemburgisch Wooltzⓘ oder Wolz) ist eine Stadt und eine Gemeinde im Großherzogtum Luxemburg und gehört zum Kanton Wiltz, dessen Hauptort sie ist. Sie liegt am gleichnamigen Nebenfluss der Sauer im Nordwesten.
Am 1. Januar 2015 fusionierte die Stadt Wiltz mit der ehemaligen Gemeinde Eschweiler.

## Zusammensetzung der Gemeinde
Die Gemeinde Wiltz besteht aus den Ortschaften:
- Erpeldingen
- Eschweiler
- Knaphoscheid
- Rullingen
- Selscheid
- Weidingen
- Wiltz

## Geschichte
Der Name Wiltz kommt aus dem Keltischen und bedeutet „am Bach“. Zwischen 775 und 797 bekam das Kloster Echternach in der „villa Wilz“ zwei Schenkungen (Regnum Francorum online Echternach 107 + 113). In einer undatierten Aufzeichnung im Güterverzeichnis des 764 gegründeten Klosters Lorsch an der Bergstraße sind zwei Höfe in der Nähe von Wilz verzeichnet, nicht aber der Ort selbst (CL 3710a). Im Hochmittelalter wurde  Wiltz Sitz der Grafen von Wiltz, einer der ältesten Familien des Luxemburger Landes.
Wiltz wurde bereits vor 1200 Jahren zum Christentum bekehrt.
Amadeus von Wiltz wohnte 1214 der Hochzeit Ermesindes bei. Walther von Wiltz schlug sich 1288 in der Schlacht von Worringen mit dem Herzog von Brabant.
Vom Wiltzer Geschlecht stammen die Herren von Befort, Bereldingen und Meysemburg ab.
Bereits im 13. Jahrhundert  erhielt die Ortschaft Wiltz Freiheitsbriefe vom Schlossherren. Die Akten verbrannten bei einer Feuersbrunst Ende des 14. oder Anfang des 15. Jahrhunderts. Am 22. Oktober 1437 erneuerte Godart von Wiltz die Freiheitsbriefe. Der Einfluss der Herren von Wiltz vergrößerte sich ständig und hatte im 17. Jahrhundert eine Hochphase. 1682 hatte der Graf von Wiltz 64 adelige Vasallen. Die Wiltzer Damen und Herren gewannen mit steigendem Einfluss immer mehr die Gunst des jeweiligen Herrschers. 1536 erhielten sie den Titel „Baron“. Johann V. wurde 1629 Festungskommandant in Diedenhofen und durfte sich fortan „Graf“ nennen. Er war die schillernde Figur in der Geschichte der Edlen von Wiltz und heute noch im Volksmund als „Grof Jan“ bekannt. 1631 begann er mit dem Bau des heutigen Schlosses, konnte ihn aber wegen der Wirren des Dreißigjährigen Krieges nicht beenden. Ab 1656 hieß die Wiltzer Grafenfamilie de Custine. Theodore François de Paule Joseph de Custine verließ 1793 als letzter Graf das Schloss auf der Flucht vor französischen Revolutionstruppen. Er starb am 26. Oktober 1799 in Bamberg und wurde auch dort begraben. Das Leben in der Feudalzeit hatte als Dreh- und Angelpunkt immer das Schloss und die Herrschaft.
Die französischen Revolutionstruppen besetzten 1793/94 das gesagte linke Rheinufer. Die Franzosenzeit währte bis 1814/15.
Es gab Zwangseinziehungen in die französische Armee, Nötigungen seitens der Behörden, hohe Steuern und schlechte Lebensbedingungen.
Das alles führte 1798 zum „Klëppelkrich“, einem Bauernaufstand. Kriege, Friedensverträge, politische Neueinteilungen, Revolten, Krankheiten und Hungersnöte prägten die folgenden Jahre. Wiltz war schon sehr früh industrialisiert. Es waren keine Großindustrien, sondern viele kleine und mittlere Familienbetriebe, die sich mit ihrem Handwerk durchs Leben schlugen. Aber auch in den Arbeiter- und Handwerkerhütten, ebenso bei den Bauern und Tagelöhnern des 19. Jahrhunderts, war der Hunger stets daheim.

### Die Weltkriege
Am 10. Mai 1940 begann die Wehrmacht den Westfeldzug. Das Freiwilligenkorps (461 Mann) leistete keinen Widerstand; die Niederlande kapitulierten nach vier Tagen und Belgien nach 18 Tagen.
Nach der Einführung der allgemeinen Wehrpflicht wurde der luxemburgische Generalstreik ausgerufen. 21 Luxemburger, unter ihnen 4 Lehrer und 2 Gemeindebeamte aus Wiltz, wurden deswegen vom deutschen Okkupanten erschossen. 1945 waren von den 4000 Einwohnern 27 Familien (91 Menschen) umgesiedelt, 15 Männer starben in Konzentrationslagern, 164 junge Männer wurden in die deutsche Wehrmacht zwangsrekrutiert, 42 fielen, 15 blieben vermisst und 21 kamen verstümmelt zurück.
Die Ardennenoffensive forderte nochmals 50 Menschenleben. Dabei wurden 80 % der Wiltzer Häuser zerstört oder beschädigt. Erst am 21. Januar 1945 wurde Wiltz endgültig befreit.
Nach dem Krieg erhielt die Stadt den Titel „Märtyrerstadt“. Das Fátima-Denkmal „op Baessent“ und das Nationale Streikdenkmal erinnern an diese Zeit.

### Das Ende der Wiltzer Lederindustrie
In Wiltz geht die Verarbeitung von Rind- und Kalbshäuten zu Leder bis in das 16. Jahrhundert zurück. Im Jahre 1868 zählte die Stadt 28 Gerbereien, wovon die beiden größten – Tannerie Idéal und Lambert – bis in die Mitte des 20. Jahrhunderts Leder herstellten. Die Schnellgerberei Lambert schloss ihren Betrieb 1953. Hier arbeiteten zeitweilig bis zu 300 Leute, die hauptsächlich Bodenleder und Riemenware herstellten. Zwischen den zwei Weltkriegen exportierte die Ideal-Lederfabrik Feinleder in zahlreiche Länder und beschäftigte um die 1200 Personen. Auch nach dem Zweiten Weltkrieg lief die Produktion auf Hochtouren, so dass die Ideal eine Zeit lang die bedeutendste Fabrik für Luxusleder in Westeuropa war. Wegen Unrentabilität hörte die Ideal-Lederfabrik am 7. Januar 1961 auf zu bestehen. Als Gründe galten interne Probleme, Expansion der Kunststoffe und Einschränkung des Handels mit den Ländern des Ostblocks infolge des Kalten Krieges.
Nach der Schließung fanden einige Belegschaftsmitglieder im niederländischen Oisterwijk in der gleichen Branche einen neuen Arbeitsplatz. Die älteren Leute wurden teilweise vom Luxemburger Staat zu Straßenarbeiten eingesetzt; die jüngeren mussten sich selber nach einer Arbeit umschauen. Sie fanden zum größten Teil einen Job im Süden in der Eisenindustrie oder bei der Eisenbahn.

### Fusion mit der Gemeinde Eschweiler
Am 18. Dezember 2013 erteilte der Gemeinderat dem Schöffenkollegium einstimmig den Auftrag, Fusionsgespräche mit der Gemeinde Eschweiler aufzunehmen. Anlässlich zweier Bürgerforen am 28. und 30. April 2014 warben die Schöffenräte von Wiltz und Eschweiler für ein Referendum, das am 25. Mai stattfand und mehrheitlich angenommen wurde. Am 19. Dezember 2014 trat das Gesetz zur Fusion der Gemeinden Wiltz und Eschweiler in Kraft.

### Einwohnerentwicklung
| Wiltz: Einwohnerzahlen von 1821 bis 2024                                          | Wiltz: Einwohnerzahlen von 1821 bis 2024 | Wiltz: Einwohnerzahlen von 1821 bis 2024 | Wiltz: Einwohnerzahlen von 1821 bis 2024 | Wiltz: Einwohnerzahlen von 1821 bis 2024 |
| --------------------------------------------------------------------------------- | ---------------------------------------- | ---------------------------------------- | ---------------------------------------- | ---------------------------------------- |
| Jahr                                                                              |                                          |                                          |                                          | Einwohner                                |
| 1821                                                                              | 1821                                     |                                          | 2.135                                    | 2.135                                    |
| 1871                                                                              | 1871                                     |                                          | 3.903                                    | 3.903                                    |
| 1910                                                                              | 1910                                     |                                          | 3.280                                    | 3.280                                    |
| 1922                                                                              | 1922                                     |                                          | 3.410                                    | 3.410                                    |
| 1935                                                                              | 1935                                     |                                          | 4.184                                    | 4.184                                    |
| 1947                                                                              | 1947                                     |                                          | 4.098                                    | 4.098                                    |
| 1960                                                                              | 1960                                     |                                          | 3.904                                    | 3.904                                    |
| 1970                                                                              | 1970                                     |                                          | 3.920                                    | 3.920                                    |
| 1981                                                                              | 1981                                     |                                          | 3.824                                    | 3.824                                    |
| 1991                                                                              | 1991                                     |                                          | 3.961                                    | 3.961                                    |
| 2001                                                                              | 2001                                     |                                          | 4.567                                    | 4.567                                    |
| 2011                                                                              | 2011                                     |                                          | 4.977                                    | 4.977                                    |
| 2015                                                                              | 2015                                     |                                          | 6.387                                    | 6.387                                    |
| 2018                                                                              | 2018                                     |                                          | 6.866                                    | 6.866                                    |
| 2021                                                                              | 2021                                     |                                          | 7.533                                    | 7.533                                    |
| 2024                                                                              | 2024                                     |                                          | 8.102                                    | 8.102                                    |
| Quelle(n): Institut national de la statistique et des études économiques (STATEC) |                                          |                                          |                                          |                                          |

## Wappen

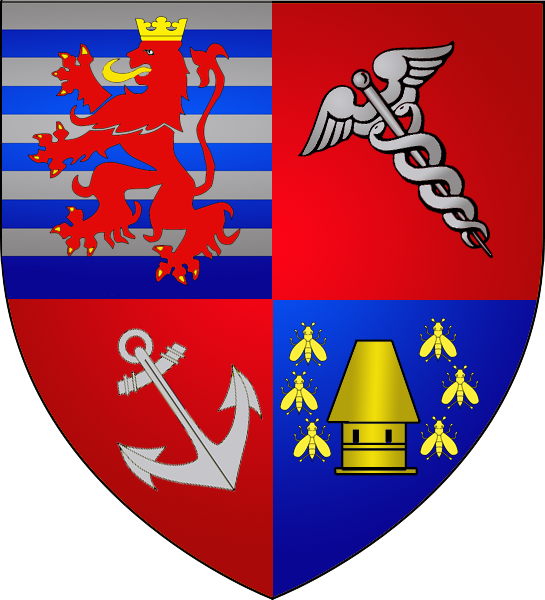
Wappen der Gemeinde Wiltz

Das aktuelle Wappen wurde 1951 eingeführt. Es zeigt vorne oben einen Löwen auf blau-silber gestreiften Grund, hinten oben einen silbernen Hermesstab auf rotem Grund, vorne unten einen silbernen Anker auf rotem Grund und hinten unten einen goldenen Bienenkorb und sechs goldene fliegende Bienen auf blauem Grund.

## Städtepartnerschaften
- Celorico de Basto ist eine Gemeinde im Norden von Portugal. Eine Partnerschaft wurde am 22. Juni 2005 während des „Festes der Freundschaft“ vereinbart.
- Wiltz unterhält seit dem 28. März 2008 eine Partnerschaft mit Zavidovići, woher die Mehrheit der bosnischen Migranten in der Stadt stammt.
- Mit der Stadt Bastogne in Belgien besteht seit dem 16. Juni 2006 ein Freundschaftspakt.

## Schulen
Wiltz hat drei Grundschulen und eine Sekundar-Schule, das Lycée du Nord.

## Uni Campus Wiltz
Seit 2012 gibt es einen eigenständigen Hochschul-Campus mehrerer privater Hochschulen im Wiltzer Schloss. Unter dem Namen „Campus Wiltz“ wird ein berufsorientiertes, teilweise auch berufsbegleitendes höheres Studium angeboten.
- BBI-Lux: Internationales Institut für Hotel- und Tourismus-Management[7]
- UBI-Lux: Internationales Institut für Business-Management[8]
- BSI-Lux: Internationales Institut für „Doctorates in Business Administration“ – DBA[9]

BBI und UBI bieten ihre Studienprogramme exklusiv in Englisch an. Das Business Science Institute (BSI) prioritär ebenfalls, bei Bedarf auch in Französisch. Seit September 2017 führt das BSI zudem in Kooperation mit dem luxemburgischen Forschungsinstitut European Institute for Knowledge and Value Management (EIKV) zusätzlich ein deutschsprachiges berufsbegleitendes Promotionsstudium durch.
Die DIN-ISO zertifizierte University for Digital Technologies in Medicine and Dentistry, eine staatlich anerkannte private Weiterbildungs-Hochschule, hat ihren Sitz und Campus ebenfalls im Schloss Wiltz. Sie bietet akkreditierte berufsbegleitende postgraduale Masterstudien für approbierte Zahnärztinnen und Zahnärzte und approbierte Ärztinnen und Ärzte vornehmlich im Bereich Digitaler Technologien im Gesundheitswesen an. Zudem führt sie berufsbegleitende Promotionsprogramme in Advanced Medicine und Business Administration für diese Zielgruppe durch.
Inlingua hat eine Antenne im Wiltzer Schloss und bietet dort Sprachkurse an.

## Klinik und ärztliche Versorgung
In Wiltz ist mit der Clinique St. Joseph ein Haus des öffentlichen Klinikverbundes Clinique du Nord angesiedelt, der 2009 gesetzlich gegründet wurde und in dem die beiden Kliniken von Wiltz und Ettelbrück zusammengeschlossen sind. Die Clinique St. Joseph widmet sich unter anderem der Geriatrie und psychiatrischen Leiden, ist täglich geöffnet, hat aber begrenzte Öffnungszeiten (24-Stunden-Notaufnahmen nur über den Klinikstandort Ettelbrück). Das Haus in Wiltz verfügt über rund 80 Betten, davon 4 Intensivbetten. Die Abteilungen umfassen Innere Medizin, Allgemeine Chirurgie, Geriatrische Rehabilitation und andere; angeboten werden auch nichtinvasive Therapien (z. B. Ergotherapie).
In Wiltz sind darüber hinaus fast 30 Allgemeinmediziner, Fachärzte und Zahnärzte ansässig.

## Sehenswertes
- Schloss Wiltz
- Kulturzentrum Prabbeli
- Parkanlage Jardin de Wiltz
- Freizeitpark Kaul
- Nationalmuseum der Braukunst
- Gerbereimuseum
- Museum der Ardennenoffensive 1944–1945

## Kulturveranstaltungen
- Das Wiltzer Festival (Weelzer Festival) ist ein Musik- und Kunstfestival, das jeden Sommer auf dem Gelände des Schlosses Wiltz stattfindet.
- Das Ginsterfest (Geenzefest)[26] wird seit 1948 jedes Jahr während des Pfingst-Wochenendes veranstaltet. Hauptattraktion des Ginsterfestes ist am Pfingstmontag der Umzug.
- Auf einem Hügel über Wiltz befindet sich das Denkmal Unserer Lieben Frau von Fátima. Jährlich an Christi Himmelfahrt findet dort eine Prozession mit über 20.000 Teilnehmern statt, die vor allem bei der portugiesischen Bevölkerung Luxemburgs großen Anklang findet. Die Idee zur Prozession der heiligen Jungfrau von Fátima entstand während des Belagerung der Stadt während der Ardennenoffensive, als mehrere Personen im Keller ihres Hauses vor den schweren Bombardements Schutz suchten. Sie schworen, dass sie, falls sie die Nacht überleben sollten, eine Heiligtum zu Ehren der Jungfrau zu errichten.[27]
- Während der Nacht der Lampions wird der Jardin de Wiltz mit seiner Umgebung mit Lichtern dekoriert und die Straßen von Wiltz mit Konzerten und Darbietungen animiert.

## Trivia
In Wiltz befindet sich der Sitz der Brauerei Simon. Sie wurde 1824 von Georges Pauly gegründet und ist eine der letzten unabhängigen Brauereien Luxemburgs.
Wiltz ist ein internationales Zentrum der Pfadfinderbewegung. In der Umgebung der Stadt befinden sich mehrere Pfadfinderzeltplätze und -gebäude. Zudem befindet sich in Wiltz das „International Scouting One Penny Monument“ zu Ehren von Robert Baden-Powell, dem Begründer der Pfadfinderbewegung.
Wiltz hat eine lokale Radiostation, das Radio LNW.

## Töchter und Söhne der Stadt
- Jean-Baptiste Esch (1902–1942), römisch-katholischer Geistlicher und Märtyrer
- Jacques Majerus (1916–1972), Radrennfahrer
- Pitty Scheer (1925–1997), Radrennfahrer
- Guy de Muyser (1926–2024), Politiker und Botschafter
- René Arend (1928–2016), Chefkoch und Erfinder
- Roger Leiner (1955–2016), Comiczeichner, Illustrator und Karikaturist
- Théo Malget (* 1961), Fußballspieler
- Romain Schneider (* 1962), Politiker
- Martine Hansen (* 1965), Politikerin
- Ralph Diseviscourt (* 1976), Extrem- und Radsportler
- Ralph Schon (* 1990), Fußballspieler
- Kevin Malget (* 1991), Fußballspieler
- Chris Philipps (* 1994), Fußballspieler